# 116街車站 (IND第八大道線)
116街車站（英語：116th Street station）是紐約地鐵IND第八大道線的一個慢車地鐵站，位於曼哈頓哈萊姆區116街及第八大道交界，設有C線（任何時候停站（深夜除外））、A線（僅深夜停站）與B線（僅平日停站（晚上除外））列車服務。

## 車站結構
| G        | 街道     | 出入口 |
| P 月台層 | 側式月台 | 側式月台 |
| P 月台層 | 北行慢車 | ← 平日往貝德福德公園林蔭路或145街 (125街) ← 往168街 (125街) ← 深夜時往英伍德-207街 (125街)                                     |
| P 月台層 | 北行快車 | ← 不停靠 |
| P 月台層 | 南行快車 | → 不停靠 → |
| P 月台層 | 南行慢車 | → 平日往布萊頓海灘 (教堂公園道-110街) → → 往尤克利德大道 (教堂公園道-110街) → → 深夜時往遠洛克威-莫特大道 (教堂公園道-110街) → |
| P 月台層 | 側式月台 | |

此地下車站於1932年9月10日建成，設有兩個側式月台和四條軌道。
每個月台在最南端都設有一個同層的閘機區，各有一個轉棍閘機和兩條樓梯前往街道。南行月台設有票務處但北行月台沒有，北行月台的票務處於2010年關閉並在幾年後移除。
兩個月台之間不設跨線橋或下通道。因此，此站和135街以第八大道線在59街以北唯二不可轉乘反方向列車的車站。
此站計劃中2015－2019年度MTA資金計劃時翻新。

## 外部連結
- nycsubway.org—IND Eighth Avenue: 116th Street
- Station Reporter — B Train
- Station Reporter — C Train
- The Subway Nut — 116th Street Pictures（页面存档备份，存于）
- 116th Street entrance at northwest from Google Maps Street View
- Platform from Google Maps Street View （页面存档备份，存于）